# Ricardo Ribeiro (cantante)
Ricardo Alexandre Paulo Ribeiro, conosciuto come Ricardo Ribeiro (Lisbona, 19 agosto 1981) è un cantante portoghese, esponente di spicco del genere fado.

## Biografia
Considerato fin dagli esordi come «uno dei talenti più rilevanti della più giovane generazione portoghese di fadisti», è noto in patria e a livello internazionale, sia come fadista, sia come cantante in progetti di World Music, in particolare per aver prestato la sua voce al disco Em Português (2008) del musicista libanese Rabih Abou-Khalil, col quale ha collaborato anche dal vivo.
Appare, cantando un fado, in Filme do Desassossego (2010), film del regista portoghese João Botelho ispirato al Libro dell'Inquietudine di Fernando Pessoa. 
Nel 2015 riceve in Portogallo l'onorificenza di commendatore dell'Ordine dell'Infante Dom Henrique.
Nel 2017, è nominato nella categoria Miglior Artista dalla rivista britannica Songlines.

## Discografia
- 1998 – No reino do fado
- 2004 – Ricardo Ribeiro
- 2010 – Porta do coração
- 2013 – Largo da memória
- 2016 – Hoje é assim, amanhã não sei
- 2019 – Respeitosa mente